# القرین

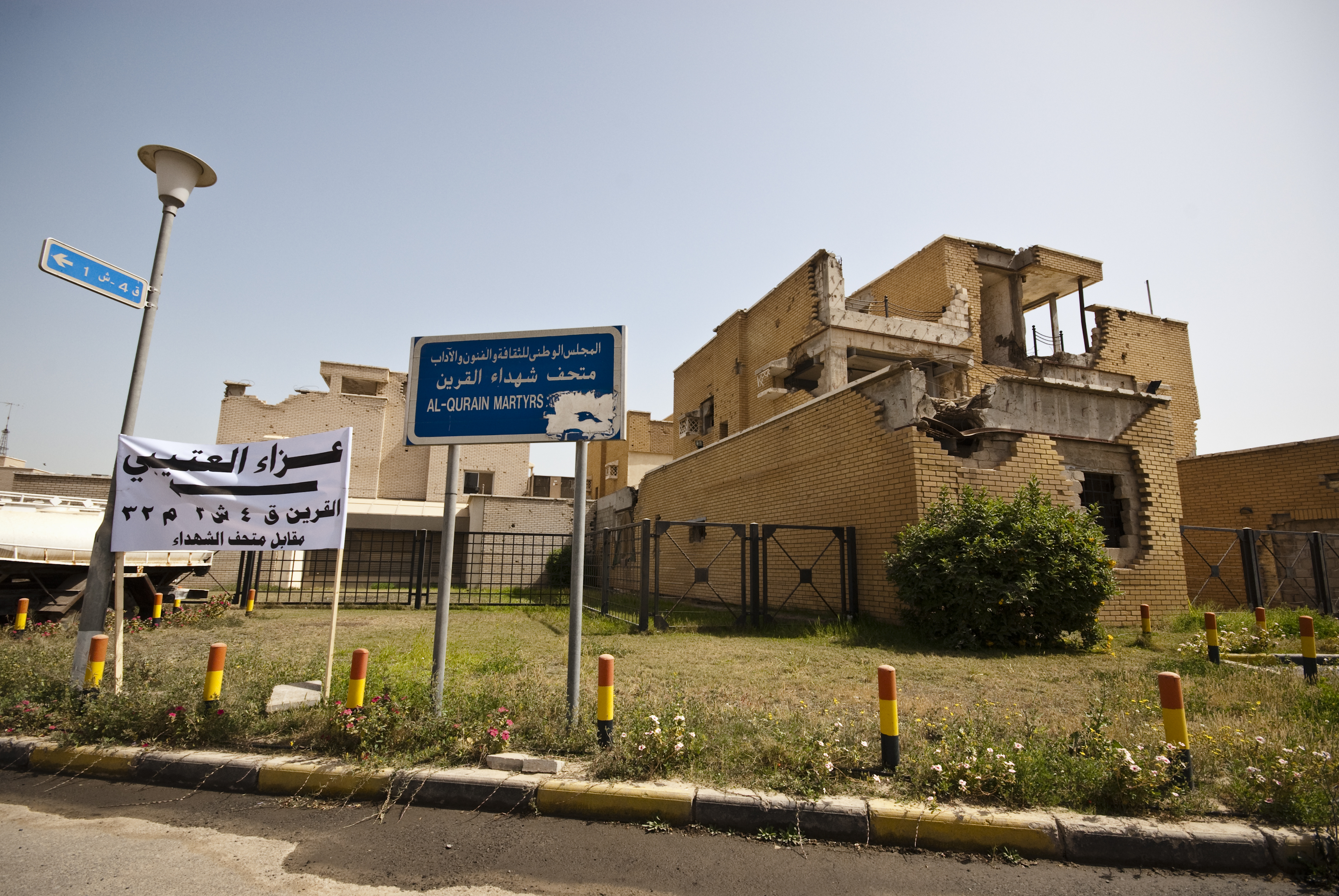

شهر القرین (به عربی: القرین) در استان مبارک‌الکبیر در کشور کویت واقع شده‌است. جمعیت این شهر ۲۲٫۵۸۱ نفر است.